# Галерея в конюшне королевы Сони
Галерея в конюшне королевы Сони (норв. Dronning Sonja KunstStall) — это музей, художественная галерея и концертный зал, расположенные в бывших конюшнях Королевского дворца в Осло.
Конюшня расположена рядом с дворцовым парком. Она была построена одновременно с Королевским дворцом, строительство завершено в 1849 году. Первоначально в конюшнях можно было разместить 38 лошадей, но во время правления короля Хаакона VII и его жены, королевы Мод, комплекс был значительно расширен и улучшен. Между 1905 и 1911 годами конюшни были расширены в конный центр с залом для верховой езды, кузницей и ветеринарной зоной. Архитектор Хьялмар Уэлхейвен руководил проектом расширения, в то время как королева Мод оформляла конюшню по примеру Королевских конюшен в Лондоне.
Лошади не содержались в конюшне с 1940 года, и после окончания немецкой оккупации Норвегии во время Второй мировой войны здание в основном использовалось как хранилище и гараж. Король Харальд решил отремонтировать здание в подарок своей жене королеве Соне на праздновании ее 80-летия в 2017 году. Ремонтные работы были сделаны совместными усилиями Statsbygg, Riksantikvatren и Snøhetta.
Галерея в конюшне открыта ежегодно с марта по декабрь и служит местом проведения выставок произведений искусства, а также презентаций исторических и культурных предметов из королевских коллекций Норвегии.

## Выставки
- «Открытие выставки». Обширная коллекция графических принтов, подаренных норвежскими художниками.[6]
- «Королевская конюшня. Лошади и их снаряжение 1905—1940 гг.»[7]
- «Скульптура», выставка Кьелла Эрика Килли Олсена[8][9].
- «Тон Вигеланд: украшения и скульптура»
- «Традиция и вдохновение». Выставка норвежского народного искусства и народных костюмов, в том числе предметов, принадлежащих членам королевской семьи .[10]
- «История». Выставка трех поколений саамских художников: Ивер Йок, Синнев Персен и Бритта Маркатт-Лабба[11].
- «Мечта Норвегии: король Хаакон и королева Мод в королевских коллекциях».